# Angra
Az Angra egy progresszív power metal együttes São Paolóból (Brazília).
A zenekart 1991-ben alapította André Matos énekes, és két gitáros : Rafael Bittencourt és André Linhares, akikhez később csatlakozott a dobos Marcos Antunes és a Firebox zenekarból Luis Mariutti basszusgitáros. Ezzel a felállással alkották első nagyobb slágereiket. Az első daluk a „Time”, ami később az első albumukon is szerepelt.
Több tagcsere után kialakult a zenekar első hosszabb idejű felállása. André Matos énekes, Rafael Bittencourt gitáros és Luis Mariutti basszusgitáros mellé beszállt Kiko Loureiro gitáros és Ricardo Confessori. 1992-ben kiadták Reaching Horizons című demójukat, mely pozitív kritikákat kapott. Ezután 1993-ban kiadták első albumukat, melynek címe „Angels Cry” lett. Brazíliában és Japánban több, mint 100.000 példány fogyott el és világszerte nagy elismerésre tett szert.
Következő albumuk „Holy Land” címmel 1996-ban jelent meg. Ennek még nagyobb sikere lett, mint az előzőnek, mert a klasszikus zenei elemek mellett megjelentek nagy számban a brazil törzsi ritmusok. Ugyanebben az évben kiadtak egy kislemezt is, melynek címe „Freedom Call” lett, és tartalmazta többek közt a Judas Priest – Painkiller című számának a feldolgozását, majd szintén ebben az évben, a „Holy Land” sikerének hatására készítettek egy koncertfelvételt Párizsban, ami a „Holy Live” címet kapta.
1998-ban Lisbon címmel újabb kislemezt adtak ki, melyet az újabb, „Fireworks” című nagylemez követett. Ezzel az albummal világkörüli turnéra indultak a Stratovarius és a Time Machine (előadó) társaságában.
2000 közepén személyes okok miatt kiszállt André Matos, Luis Mariutti és Ricardo Confessori, ezért a két gitárosnak új tagok után kellett nézniük. Végül énekes személyében Eduardo Falaschi, basszusgitárosként Felipe Andreoli, dobosként pedig Aquiles Priester csatlakozott hozzájuk.
2001-ben kiadták ezzel a felállással az újabb albumukat, melynek címe: „Rebirth”. Ez az album az addigi legnagyobb sikereket érte el. Brazíliában és világszerte, kevesebb, mint 2 hónap alatt több, mint 100.000 példányt vittek el, így aranylemezzé vált . Ezután 2002-ben kiadtak még egy kislemezt, ami a „Hunters and Prey” címet kapta.
2004 januárjában a következő album munkálatait kezdték el, melynek címe „Temple of Shadows” lett. Ez egy koncepciós album lett, ami egy keresztes lovag története, aki a 11. században vitatja a kereszténység terjeszkedéseit. A lemezen sok vendégzenész is közreműködik: Kai Hansen (Gamma Ray), Sabine Edelsbacher (Edenbridge), Hansi Kürsch (Blind Guardian) és Brazíliából Nilton Nascimento. Az első héten, Japánban 20.000, Brazíliában közel 50.000, világszerte több, mint 250.000 példány fogyott el. Ez volt a legnagyobb sikerük, melyet egy dél-amerikai, majd egy európai koncertturné követett.
Következő albumuk, ami 2006-ban jelent meg „Aurora Consurgens” címmel, mely témáját tekintve különböző elmeállapotokról szólt, például skizofrénia, öngyilkossági szándék, szociopátia stb.
2007-ben problémák adódtak a menedzserükkel, melynek eredményeképpen majdnem felbomlott a zenekar. Rövid ideig szünetelniük kellett, majd 2009 márciusában visszatért Ricardo Confessori a dobokhoz, Aquiles Priester helyére, aki kilépett, hogy teljes erővel a saját zenekarára, a Hangar-ra tudjon koncentrálni. 2009 további részében az Angra a Sepulturával közös brazíliai koncertturnéra indult, hogy megmutassák újra magukat.
2010 januárjában az Angra új híreket közölt, miszerint elkezdték írni az új albumra a számaikat. Ez szintén egy koncepciós album lett, amely Shakespeare: vihar című műve alapján készült el. Az album készítéséről videókat, képeket közöltek az Interneten világszerte, februárban stúdióba vonultak, hogy azt felvegyék. Július 5-én felfedték az album címét, borítóját és a számok címeit. Az új album neve „Aqua” lett. Július 10-én letölthetővé tették az első számot mindenkinek, melynek címe „Arising Thunder” volt. Augusztus 11-én Japánban hivatalosan is megjelent az „Aqua”, pár nappal később Brazíliában is, Európában pedig szeptember 23-án. Novemberben megjelent a „Lease of Life” című számnak a klipje is.

## Diszkográfia

### Stúdiólemezek
- Angels Cry (1993)
- Holy Land (1996)
- Fireworks (1998)
- Rebirth (2001)
- Temple of Shadows (2004)
- Aurora Consurgens (2006)
- Aqua (2010)

### Demók
- Reaching Horizons (Demo, 1992)
- Eyes of Christ (Demo, 1996)

### EP
- Evil Warning (1994)
- Live Acoustic at FNAC (1995)
- Freedom Call (1996)
- Acoustic..and More (1998)
- Hunters and Prey (2002)

### Koncertfelvételek
- Holy Live (1997)
- Rebirth World Tour – Live in São Paulo (CD & DVD, 2002)
- Angels Cry 20th Anniversary Tour (CD & DVD, 2013)

### Válogatáslemez
- Best Reached Horizons (2012)

### Kislemezek
- "Make Believe" (1996)
- "Lisbon" (1998)
- "Rainy Nights" (1998)
- "Acid Rain" (2001) (demo version)
- "The Course of Nature" (2006) (free download only)
- "Arising Thunder" (2010) (free download only)

### Videóklipek
- "Carry On" (1993)
- "Time" (1993)
- "Make Believe" (1996)
- "Lisbon" (1999)
- "Rebirth" (2001)
- "Pra Frente Brasil" (2002)
- "Waiting Silence" (2004)
- "Wishing Well" (2004)
- "The Course of Nature" (2006)
- "Lease of Life" (2010)

### VHS és DVD-k
- Rebirth World Tour – Live in Rio de Janeiro (VHS, 2002)
- Rebirth World Tour – Live in São Paulo (DVD & VHS, 2002)
- Angels Cry 20º Anniversary Tour – Live in São Paulo (DVD, 2013)